# Tomttjärnen (Åre socken, Jämtland)
Tomttjärnen är en sjö i Åre kommun i Jämtland och ingår i Indalsälvens huvudavrinningsområde. Sjön har en area på 0,0973 kvadratkilometer och ligger 598,1 meter över havet. Sjön avvattnas av vattendraget Tomtbäcken.

## Delavrinningsområde
Tomttjärnen ingår i det delavrinningsområde (704659-134013) som SMHI kallar för Mynnar i Medstuguåns vattendragsyta. Medelhöjden är 558 meter över havet och ytan är 13,6 kvadratkilometer. Det finns inga avrinningsområden uppströms utan avrinningsområdet är högsta punkten. Tomtbäcken som avvattnar avrinningsområdet har biflödesordning 4, vilket innebär att vattnet flödar genom totalt 4 vattendrag innan det når havet efter 345 kilometer. Avrinningsområdet består mestadels av skog (92 procent). Avrinningsområdet har 0,1 kvadratkilometer vattenytor vilket ger det en sjöprocent på 0,7 procent.